# Igornay
Igornay é uma comuna francesa na região administrativa de Borgonha-Franco-Condado, no departamento Saône-et-Loire. Estende-se por uma área de 21,6 km². Em 2010 a comuna tinha 537 habitantes (densidade: 24,9 hab./km²).